# Grignasco
Grignasco (Grignasch in piemontese) è un comune italiano di 4 288 abitanti della provincia di Novara in Piemonte.

## Geografia fisica
Il comune, nonostante si trovi in provincia di Novara, rientra nel territorio della Valsesia ed è situato ai confini con la provincia di Vercelli ad un'altitudine di 322 m s.l.m.
Confina a nord con i comuni di Borgosesia e di Valduggia, ad est con Boca e Maggiora, a sud con Prato Sesia e ad ovest con il fiume Sesia ed il comune di Serravalle.
Dal monte Fenera, che delimita a Nord il territorio proteggendolo dalle fredde correnti del monte Rosa, si diramano a semicerchio verso Est le propaggini collinari che cingono l'abitato e le frazioni in una verde conca sino ai confini di Prato Sesia.

### Principali corsi d'acqua
I principali corsi d'acqua scorrenti nel territorio di Grignasco sono:
- il fiume Sesia;
- il torrente Roccia: nasce dalla Croce del Teso a circa 600 m s.l.m. e confluisce nel Sesia presso Prato Sesia;
- il torrente Mologna: nasce nel territorio del parco del Monte Fenera in territorio di  Grignasco-Valduggia e confluisce nel Sesia a nord di Prato Sesia;
- il torrente Strona: nasce anch'esso dal Monte Fenera e bagna per pochi metri il comune di Grignasco, transitando presso il Santuario del Crocifisso; si unisce con la roggia Mora a sud-est di Briona sfociano nell'Agogna presso il ponte della Ferrovia Novara-Varallo.
- il torrente Magiaiga: nasce dal Monte Fenera, costeggia la frazione di Ara e si getta nel Sesia poco a nord dell'abitato.

## Storia
Le testimonianze scritte su Grignasco risalgono alle soglie dell'anno Mille. Il diploma dell'imperatore Ottone III del 7 maggio 999 cita per la prima volta il nome di Grignasco tra le terre restituite e confermate al vescovo di Vercelli: "confirmamus […] cum Bornade et Grignascho et districto Vallis Sicidae" e nei documenti successivi compaiono riferimenti precisi al castello.
La prima indicazione di Grignasco come sede di pieve della diocesi di Novara è del 26 giugno 1132, contenuta in una bolla di papa Innocenzo II che, tra le altre, elenca plebem Grinassi e, in un documento del 1151 compare il nome di uno dei primi chierici officianti, tale Marinus diaconus de Grignasco.
Si può immaginare quindi una organizzazione del territorio caratterizzata da una serie di insediamenti, corrispondenti alle frazioni, disseminati prevalentemente nella zona pianeggiante, facenti capo allapieve di Santa Maria in Bovagliano, mentre, come testimoniato in un manoscritto di fine Settecento, a ridosso del colle su cui sorgeva il castello vi erano le cantine di Grignasco, una sorta di piccolo ricetto più facilmente difendibile attorno al quale si concentrarono gli sviluppi edilizi successivi.
I pochi ruderi del castello di San Genesio sono tuttora visibili e dall'antico ricetto si può cogliere l'immagine percorrendo le vie Castello e Torrione che attraversano il fitto tessuto edilizio dell'abitato medioevale.
I documenti successivi attestano come i territori di Grignasco e di Ara fossero compresi nel più ampio Marchesato di Romagnano che, dal 1441 al 1550, appartenne a vari membri della famiglia dei Romagnano. Nel corso del XVI secolo, il Marchesato fu ceduto ad altri feudatari e, nel 1588, fu acquistato dal conte Giovanni Battista Serbelloni i cui discendenti detennero il possesso sino alla soglia del XIX secolo.

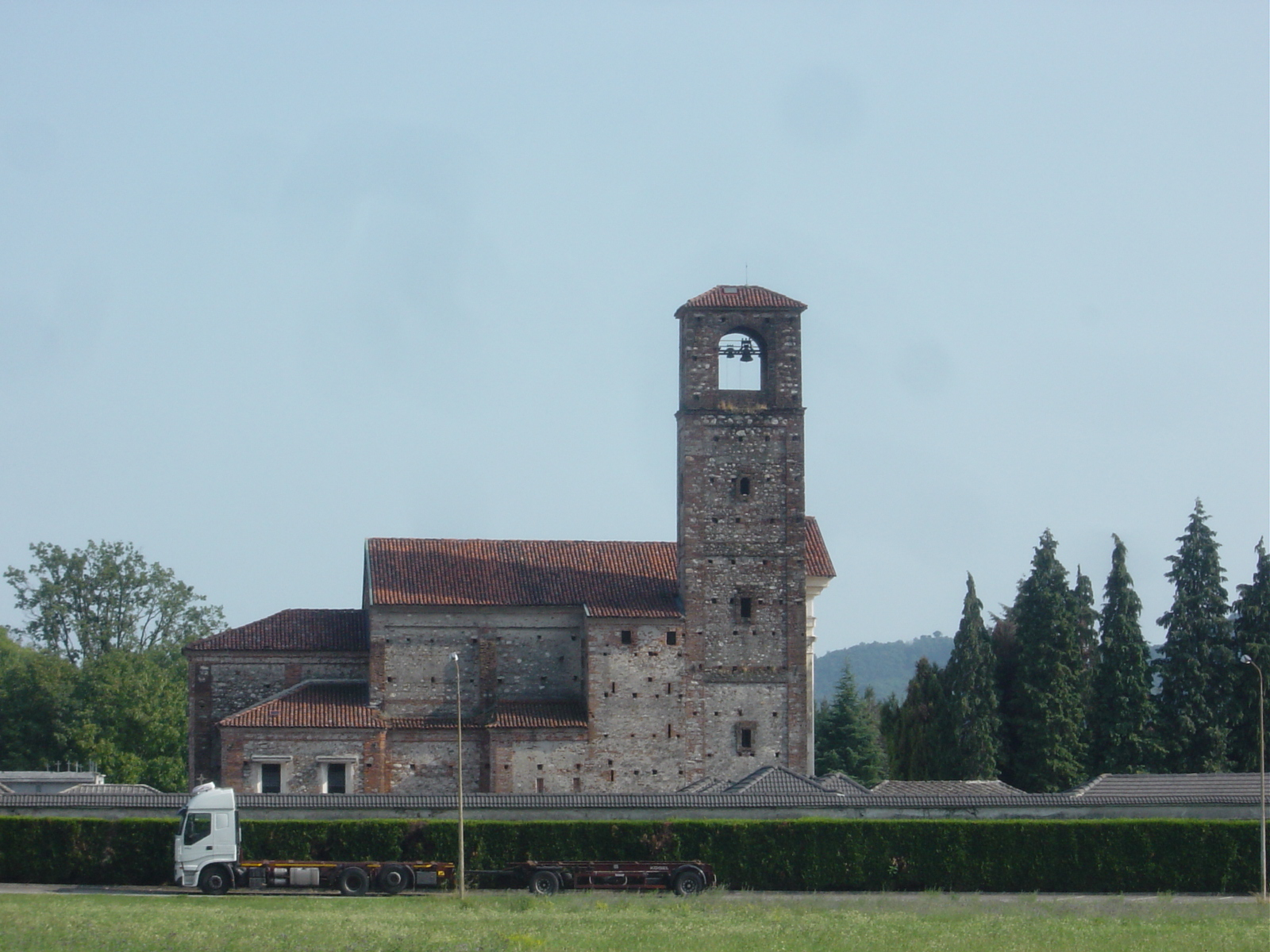
La chiesa di San Maria in Bovagliano vista lateralmente.

Le chiese e gli affreschi quattrocenteschi presenti in esse, testimoniano la vitalità e il grado di civiltà della popolazione: le vicende della comunità si intrecciano con quelle dei suoi edifici di culto. I secoli XV, XVI e XVII sono caratterizzati dalla costruzione e successivi ampliamenti della chiesa di Santa Maria delle Grazie al centro dell'abitato e dell'oratorio di San Graziano, nonché degli oratori nelle cascine come la cappella di S. Antonio alla frazione Negri e l'oratorio di San Rocco nell'omonima frazione.
Nel corso del XVIII secolo venne ristrutturata l'antica pieve di Bovagliano e si compì la grande impresa della costruzione della nuova parrocchiale dell'Assunta su progetto di Bernardo Antonio Vittone. 
In quegli anni Grignasco appartenne al ducato di Milano sotto la dominazione prima dei Visconti e degli Sforza e poi degli Spagnoli e, all'inizio del XVIII secolo, passò tra i possedimenti dello Stato Sabaudo.
Il graduale affrancamento del regime feudale si manifestò con una più attiva presenza della popolazione in campo politico e amministrativo (come attestano le produzioni statutarie degli anni 1570 e 1608), e con l'emergere di una sempre più influente classe borghese che, grazie anche alle fortune di alcuni suoi esponenti emigrati a Roma, lasciò significative tracce di sé nella storia civile e religiosa della comunità.
Gli echi della ventata rivoluzionaria di fine Settecento si manifestarono anche a Grignasco, testimoniati dall'erezione dell'Albero della Libertà in piazza Viotti, davanti alla parrocchiale; ma la restaurazione dell'antico regime li spense rapidamente: nel corso dei primi trent'anni dell'Ottocento, quasi a testimoniare la mutata situazione politica, il conte Giovanni Battista Viotti finanziò e realizzò una radicale ristrutturazione interna della chiesa, simbolo della comunità grignaschese.
Opere importanti anche nell'ambito civico si realizzarono in quegli anni come la costruzione del ponte sul torrente Riale nei pressi della chiesa di Santa Maria delle Grazie (1827), la selciatura di via Riale (1836) e la sistemazione dei locali della parte comunale della "gésa vègia" ("Chiesa vecchia"), adattati inizialmente per accogliere la sede del Comune e poi le prime scuole pubbliche (1839) che sostituirono quelle di istituzione privata legate ai nomi di Lorenzo Testa e Giovanni Zanoli.
Dal punto di vista urbanistico, avendo l'abitato ormai raggiunto piazza Cacciami (il centro del paese), si avvertì l'esigenza di creare nuove direttrici di sviluppo per collegare il centro con le frazioni basse: nel 1855 si realizzò la via Cesare Battisti verso San Rocco e Torchio. Uno degli atti politico-amministrativo più rilevanti fu la revisione degli antichi Ordini della Comunità che avevano regolato la vita dei grignaschesi da oltre due secoli.
Sempre nel 1855, in campo civile si tentò di costituire una "Società Filarmonica" che non ottenne il necessario sostegno finanziario ma, nel 1881 sorse il "Circolo Amicizia" da cui prese le mosse, nel 1893 la Fanfara e poi la Banda Musicale e nel 1883 nacque il "Circolo Grignaschese" da cui prese avvio la Società Operaia nel 1886. 
In campo devozionale-religioso nel 1870 si celebrò il primo centenario di fondazione del Consorzio dell'Immacolata con una cerimonia così solenne che passò alla storia come "il festone". Si organizzarono i primi Carnevali e, nel 1895, comparvero le maschere del Giùan Baceja e della Mariana Curbela.

### Sviluppo economico ed espansione del paese

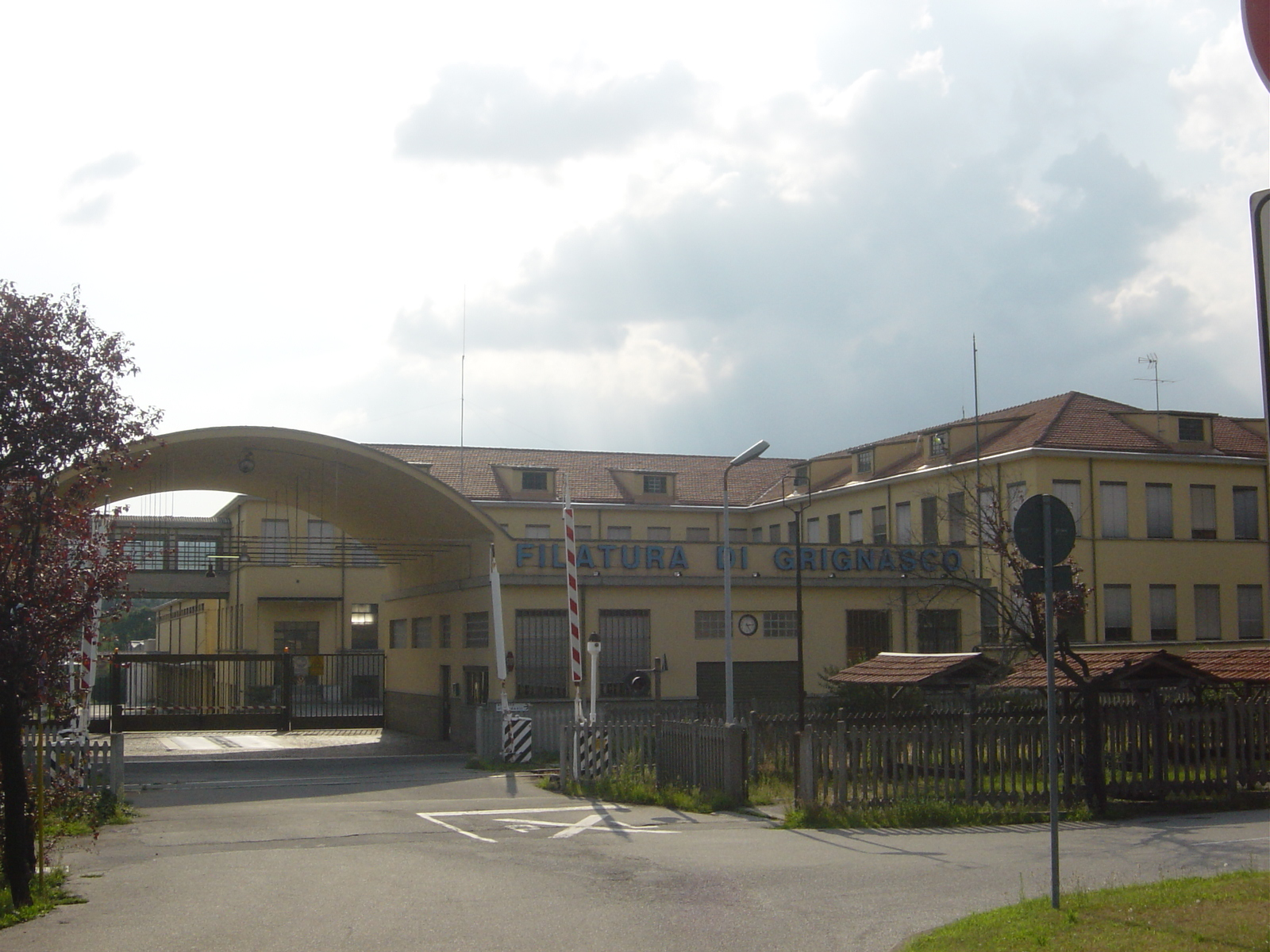
L'ingresso della "Filatura di Grignasco"

Il paese si espanse rapidamente, ed attorno al 1881-1882 si costruì la strada carrozzabile che collega le frazioni alte di Sella, Carola, Bertolotto e Pianaccia: in quegli anni Pietro Iannetti rientrato da Roma, donò alla comunità le prime fontane pubbliche ed il lavatoio che porta il suo nome.
Accanto alla coltivazione della vite che si diffuse ulteriormente nelle zone collinari, emerse nell'economia locale l'artigianato del mobile: nato su modelli tardo barocchi, si fece fiorente in paese con l'aprirsi di numerose botteghe che portartono il nome di Grignasco anche oltre i confini nazionali.
Lo sviluppo, la modernizzazione e la diversificazione delle attività produttive del paese, crearono le condizioni per il decisivo passaggio dall'economia agricola a quella industriale.
L'arrivo a Grignasco della ferrovia Novara-Varallo (1884), legata al nome dell'illustre grignaschese Costantino Perazzi, e la costruzione della Filatura lane "Figli di Federico Bozzalla" (1894) furono i momenti decisivi di questo trapasso che incise anche a livello sociale e culturale sulla futura crescita del paese e della comunità grignaschese nel corso del XX secolo.

### Ara
Il comune di Grignasco comprendeva fino al 1500 la frazione di Ara, che divenne poi comune autonomo
 ma fu riaggregata a Grignasco nel 1927.

### Simboli
Lo stemma è stato concesso con regio decreto del 14 febbraio 1938.
Il capo del Littorio, ornamento obbligatorio al momento della concessione, è stato sostituito dal capo di porpora, alla stella di 5 punte d'oro, circondata da due rami di quercia e d'alloro, annodati da un nastro dai colori nazionali.
Il gonfalone è un drappo partito di bianco e di azzurro.

## Società

### Evoluzione demografica
Abitanti censiti

## Cultura

### Biblioteche
È presente la biblioteca civica fondata nel 1966.

## Infrastrutture e trasporti
Grignasco è posto lungo la strada provinciale Novara-Alagna che, a Sud dell'abitato si divide proseguendo a destra per il centro del paese e verso Borgosesia, Varallo e la Valsesia, e innestandosi a sinistra alla statale 299 per Alagna.
La strada panoramica della "Traversagna" conduce, attraverso le frazioni Torchio e Sagliaschi, al territorio di Borgomanero e ai laghi d'Orta e Maggiore.
La stazione di Grignasco è posta lungo la ferrovia Novara-Varallo, chiusa all'esercizio regolare e interessata solo da saltuari traffici turistici. Fra il 1908 e il 1935 il medesimo impianto rappresentò inoltre il capolinea orientale della ferrovia Grignasco-Coggiola, in seguito rimasta in esercizio per alcuni anni come raccordo industriale fino a Serravalle Sesia a servizio della locale cartiera.

## Amministrazione
Di seguito è presentata una tabella relativa alle amministrazioni che si sono succedute in questo comune.
| Periodo         | Periodo        | Primo cittadino  | Partito                              | Carica  | Note   |
| --------------- | -------------- | ---------------- | ------------------------------------ | ------- | ------ |
| 30 ottobre 1985 | 5 giugno 1990  | Mario Zanaroli   | Partito Socialista Italiano          | Sindaco | [ 11 ] |
| 5 giugno 1990   | 24 aprile 1995 | Mario Zanaroli   | Partito Socialista Italiano          | Sindaco | [ 11 ] |
| 24 aprile 1995  | 14 giugno 1999 | Mario Zanaroli   | centro-sinistra                      | Sindaco | [ 11 ] |
| 14 giugno 1999  | 14 giugno 2004 | Mario Zanaroli   | centro-sinistra                      | Sindaco | [ 11 ] |
| 14 giugno 2004  | 8 giugno 2009  | Claudia Vinzio   | centro-destra                        | Sindaco | [ 11 ] |
| 8 giugno 2009   | 26 maggio 2014 | Roberto Beatrice | lista civica                         | Sindaco | [ 11 ] |
| 26 maggio 2014  | 26 maggio 2019 | Roberto Beatrice | lista civica: obiettivo rinnovamento | Sindaco | [ 11 ] |
| 26 maggio 2019  | in carica      | Katia Bui        | lista civica: obiettivo rinnovamento | Sindaco | [ 11 ] |

### Gemellaggi
- Pont-Sainte-Maxence

## Galleria d'immagini

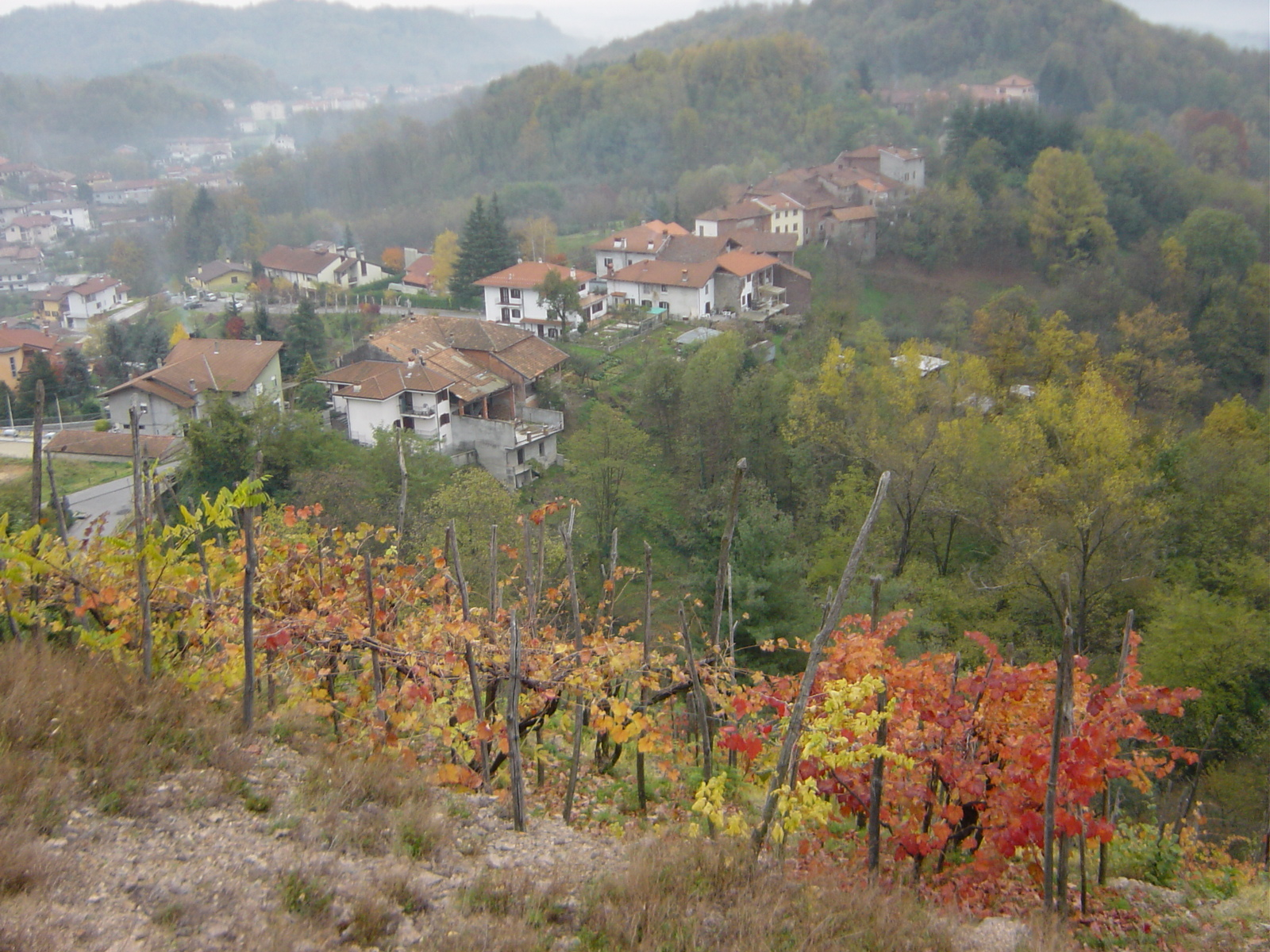
Frazione Carola vista dalla collina Saletta.
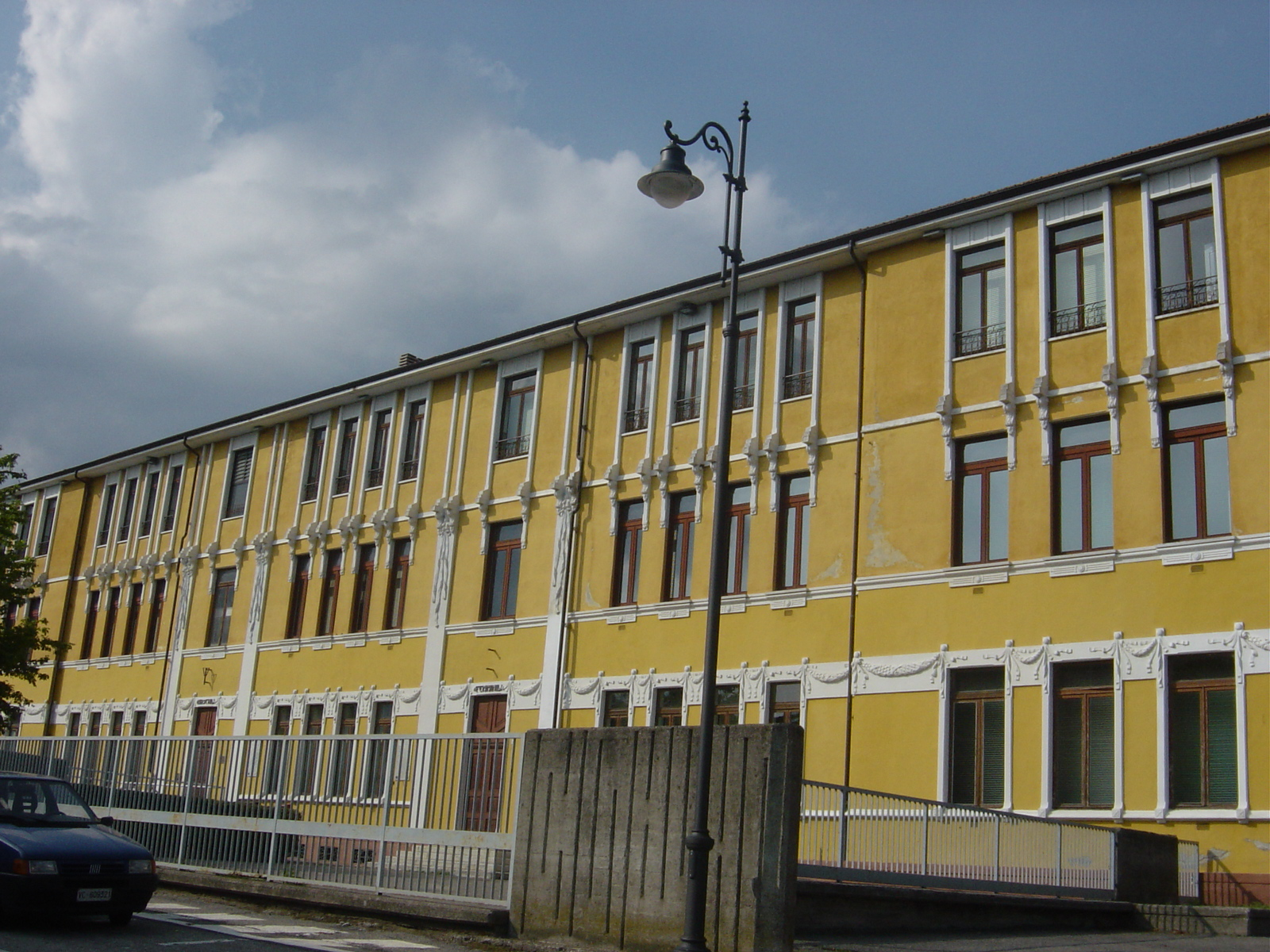
Le scuole elementari e medie.
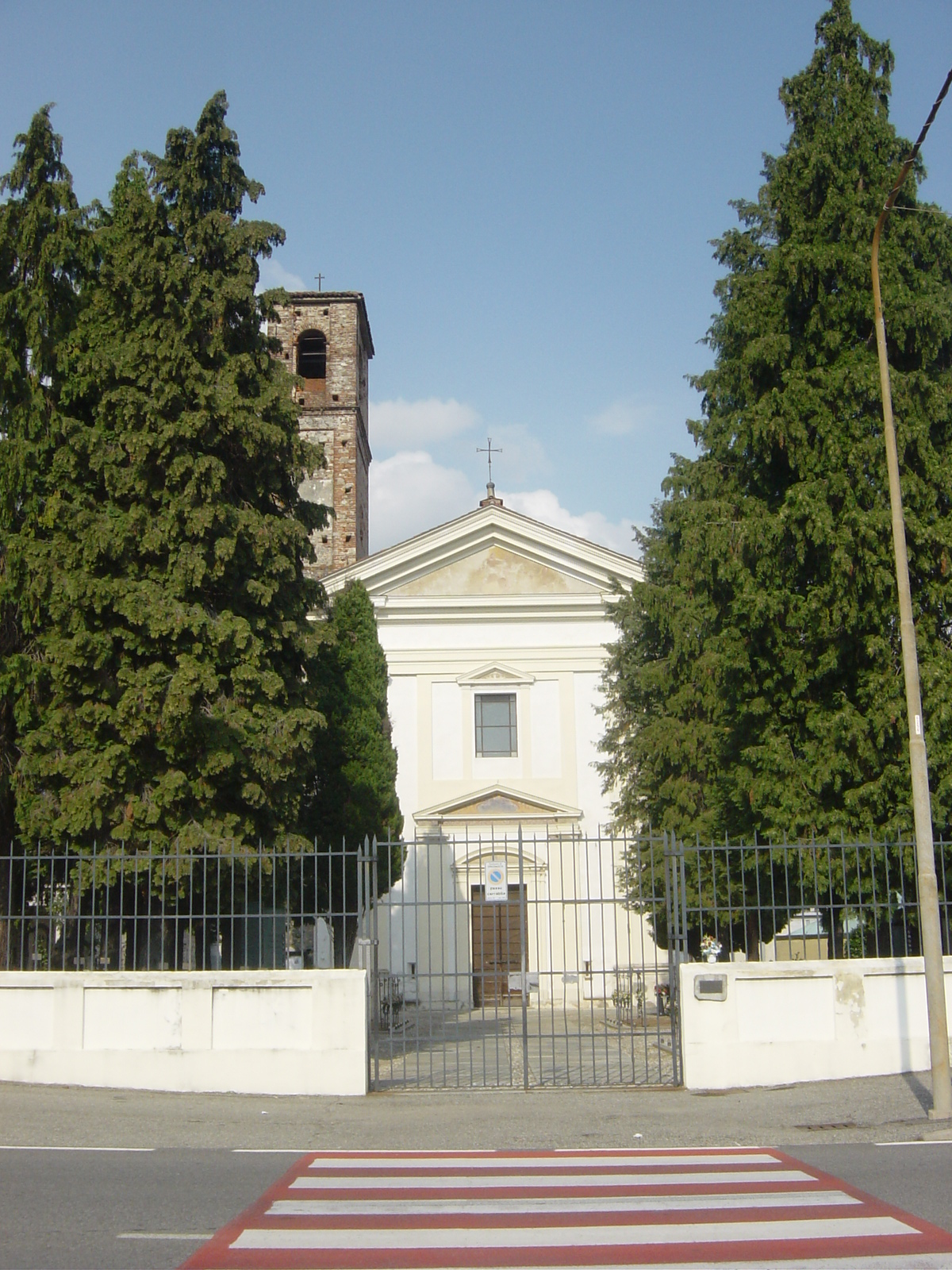
La chiesa di Bovagliano all'interno del cimitero.
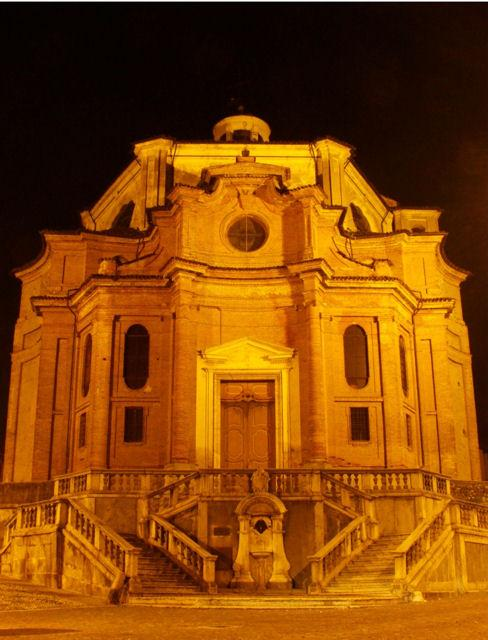
La chiesa Parrocchiale Maria Vergine Assunta.
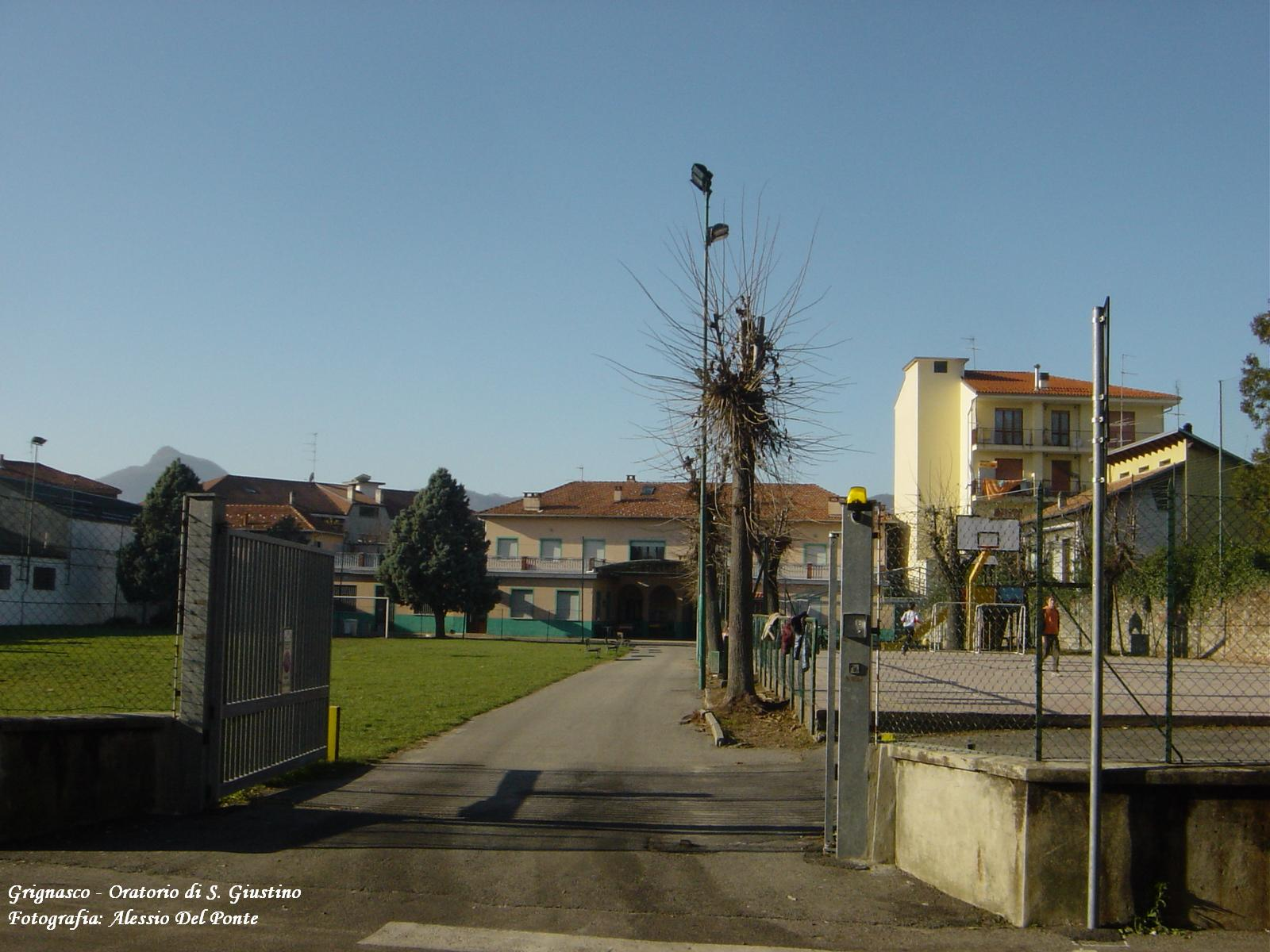
L'oratorio di San Giustino.